# Astro Boy: Omega Factor
Astro Boy: Omega Factor (яп. ASTRO BOY・鉄腕アトム -アトムハートの秘密- Тэцуван Атому Атому Ха:то но Химицу) — видеоигра в жанре beat 'em up, разработанная компанией Treasure Co. Ltd и Hitmaker, издателем выступила фирма Sega. Игра была выпущена для портативной консоли Game Boy Advance в Японии 18 декабря, 2003 года. В Северной Америке поступила в продажу 18 августа 2004 года, и 18 Февраля 2005 года в Европе. Сюжет видеоигры основан на манге и популярных работах Осаму Тедзуки, а также аниме-адаптации 2003 года Astro Boy. Он также включает в себя персонажей из Звёздной Системы Осаму Тедзуки.

## Сюжет
Игрок управляет Астро Боем — особым роботом, которого создал доктор Тенма, чтобы заменить своего погибшего сына Тобио. После того, как доктор убедился, что робот не может заменить ему сына, он решил избавиться от него, и так, Астро Бой оказался у доктора Отяномидзу (О’Шей и Элифан в различных версиях), не помня о своём прошлом. С этого момента и начинаются его удивительные приключения и знакомство с миром.
В распоряжении Астро есть целый набор сверхспособностей: полёт, мощные кулаки и ноги, лазеры, мини-пушки, а также т. н. «Омега Фактор» (англ. Omega Factor) — особенность, которая, по словам доктора Отяномидзу, может отличать его от других роботов. Каждый раз, когда Астро встречает новое существо, будь оно добрым или злым, его образ «отпечатывается» в душе героя и позволяет расширять его возможности; так, в игре присутствует «семь суперсил», которые можно улучшать, встречаясь с NPC.
Сюжет игры отчасти следует тв-адаптации 2003 года; в частности, дизайн персонажей и начальные события соответствуют сериалу. Однако по мере продвижения история приобретает самостоятельность и дальше лишь использует отсылки к другим работам Тедзуки.
Интересной особенностью является то, что игру нужно пройти как минимум два раза, чтобы разблокировать последнюю главу и хорошую концовку.

## Геймплей
В игре присутствует два типа игрового процесса: стандартный beat 'em up с продвижением вперёд по уровню, и скролл-шутер. В режиме скролл-шутера летательные способности Астро не ограничены, а лазер при должном развитии навыка можно использовать беспрерывно. Типы геймплея чередуются между собой; в конце каждой главы находится босс, в двух последних главах их несколько.
Кроме кулаков и лазера, Астро Бой может использовать специальные приёмы, которые накапливаются от нанесения урона врагам; чем больше игрок убивает врагов, тем больше заполняется полоска.
Ещё одна особенность, упомянутая выше — неиграбельные персонажи, дающие определённые ключи к происходящим событиям. С помощью них игрок получает подсказки, позволяющие продвинуть сюжет, и возможность «прокачать» какую-либо из семи суперсил на один пункт. В некоторых случаях геймплей также разбавляется специальными действиями и сценками.

## Персонажи
Астро Бой — робот, наделённый человеческими чувствами. Согласно описанию, мощь Астро Боя составляет 100 000 лошадиных сил. Его создателем является доктор Тенма.
Профессор Отяномидзу — Действующий Министр науки и Робототехники. Он хорошо относится к Астро, взял к себе и даже создал для него сестру. В игре в основном выполняет роль обозревателя.
Зоран — сестра Астро Боя, созданная профессором. Она очень умная и добрая, и не желает, чтобы между людьми и роботами происходили конфликты. В игре выполняет роль объясняющего.
Атлас — противник Астро Боя, красный робот с похожими способностями, и он также был создан Тенмой по прообразу погибшего сына владельца Лунной Станции. Однако он использует свои силы во зло, и лишь по мере раскрытия событий вспоминает, кем он был до того, как его личность поместили в робота. Первое появление Атласа состоялось в 1973 году, в первой аниме-адаптации «Астро Боя».
Уолли Кисагари — детектив, расследующий дело о подземной фабрике робоидов. После встречи с Астро оказывается втянутым в неразбериху, связанную с террористической группировкой в Антарктике и планами Шараку. Его персонажа в японской версии называют Сюнсаку Бан, и он присутствует во многих работах Тедзуки, исполняя разные роли.
Пуук — супер-робот, созданный задолго до появления людской цивилизации. Он может превращаться в различных животных. Из-за его большой силы представляет желанную цель для злодеев; Шараку Хоске использовал его для ключевого момента своего плана.
Раг — первый робот-президент в Антарктике. Изначально служил как дворецкий и дублёр основного кандидата — Рока, но затем начал мыслить по-своему. Его основная цель — наладить мир между людьми и роботами. Образ персонажа взят из ранней аниме-адаптации 1980 года.
Шараку Хоске — главный антагонист в игре. Наследник древней цивилизации Му. Обладает психокинетическими способностями, телепатией и может воздействовать на разум живых существ, однако Астро иммунен к его внушениям. Его цель — уничтожить человечество и всех роботов. Так как он понял, что Астро Боя ему не победить в честном бою, то разработал коварный план по воплощению своих замыслов. Персонаж Шараку ранее появлялся в Marine Express, Buddha и Mitsume ga Tooru в качестве главного героя.
Доктор Тенма — бывший министр Науки и Робототехники. Именно он создал Астро Боя, но отрёкся от него, в угоду своим желаниям. На протяжении всего сюжета следит за ним, в ожидании того, что он станет сильнее и наконец сможет быть ему настоящим сыном.

## Производство
Разработка Astro Boy: Omega Factor шла совместно со «старшей» версией на PlayStation 2 и показом аниме на ТВ. Компания Sega задержала релиз игры в Северной Америке на полгода до начала трансляции сериала в этом регионе. За это время Treasure доработали некоторые аспекты игры для североамериканского рынка; в некоторых местах было добавлено больше врагов, также им изменили внешний вид атаки. Также был добавлен новый, третий уровень сложности.

## Отзывы об игре
| Сводный рейтинг    | Сводный рейтинг |
| Агрегатор          | Оценка          |
| ------------------ | --------------- |
| GameRankings       | 86,72 %         |
| Metacritic         | 85/100          |
| Иноязычные издания |                 |
| Издание            | Оценка          |
| 1UP.com            | A-              |
| Edge               | 8/10            |
| EGM                | 8,67/10         |
| Famitsu            | 34/40           |
| Game Informer      | 8,5/10          |
| GamePro            | [ 8 ]           |
| GameSpot           | 9,2/10          |
| GameSpy            | [ 10 ]          |
| GameZone           | 8,5/10          |
| IGN                | 8,8/10          |
| Nintendo Power     | 4,5/5           |

Критики и игровая пресса отнеслись к Omega Factor весьма положительно: средняя оценка — 8 из 10, сайты Metacritic и Game Rankings поставили ей 85 % и 86,72 %. Фрэнк Прово из GameSpot описал её как «игру, в которую должны поиграть все, независимо от возраста, так как это одна из лучших игр в жанре action на Game Boy Advance», и подметил добротную визуальную составляющую.
В минус была поставлена вторичность некоторых уровней. Сэм Кеннеди с сайта 1UP.com отметил, что «Уровни здесь — всего лишь формальность. Вы просто дерётесь с пачкой врагов, пока не доходите до босса, и уже там начинается непосредственно игра».